# Bildtafel der Verkehrszeichen in der Bundesrepublik Deutschland von 1956 bis 1971

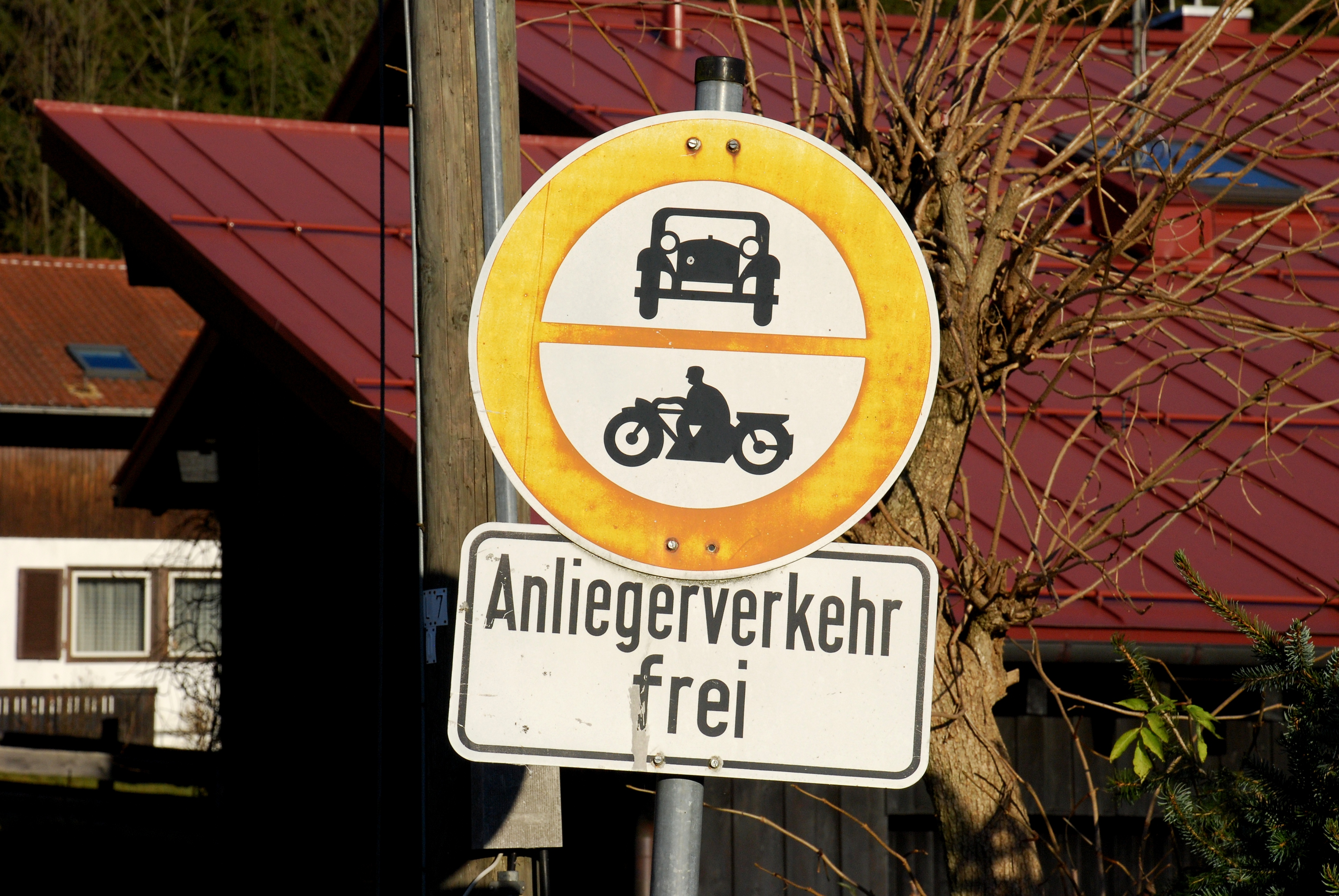
Diese beliebte Bildkombination der StVO-Novelle von 1956 („Verkehrsverbot für Kraftwagen und Krafträder“), die keine eigene Nummer besaß, ist mit der gleichzeitig entstandenen Zusatztafel „Anliegerverkehr frei“ noch heute im Straßenverkehr zu finden.

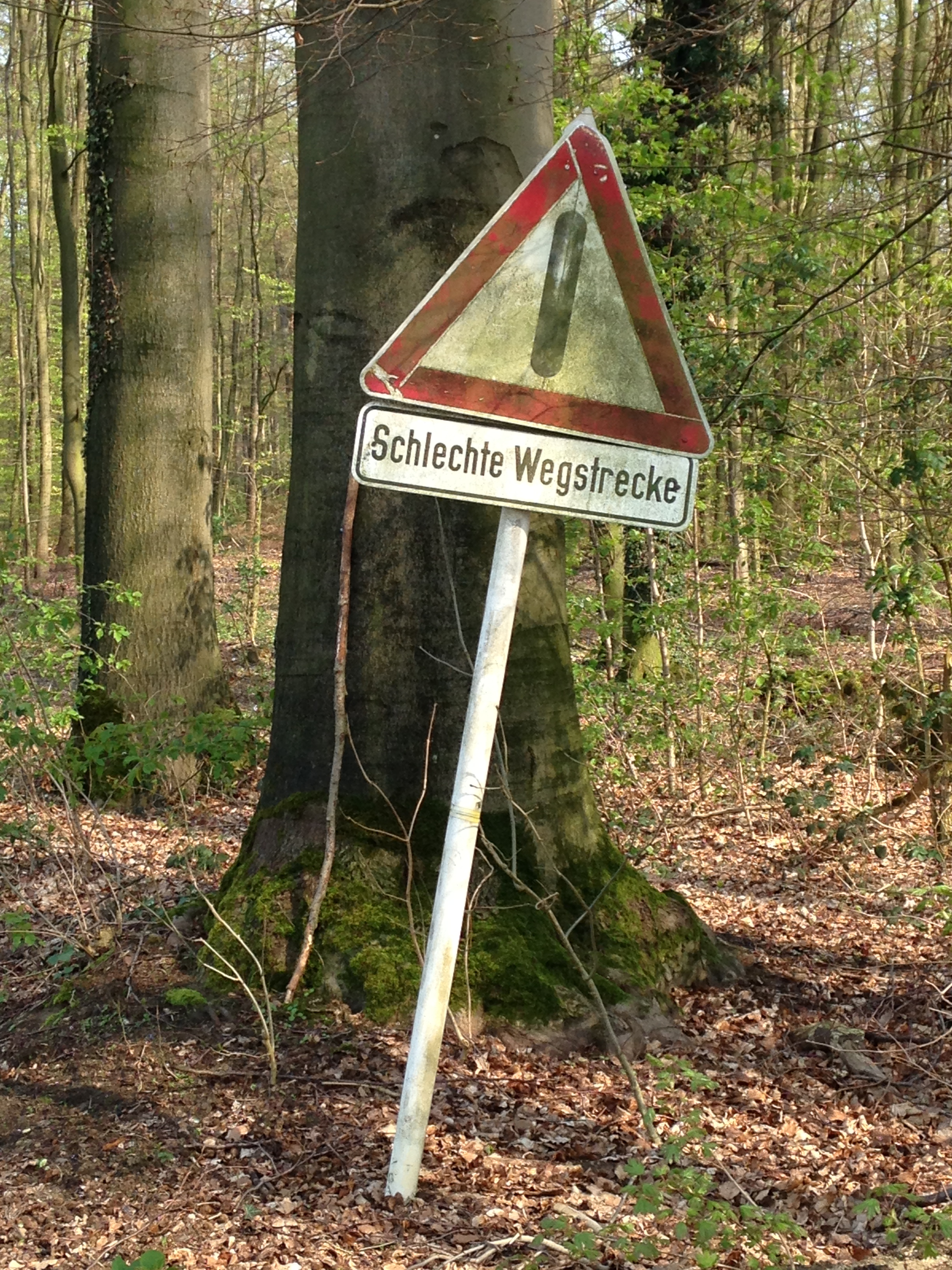
Dieses Schild von 1966 verrichtet in vergleichsweise gutem Zustand auch 2019 noch seinen Dienst.

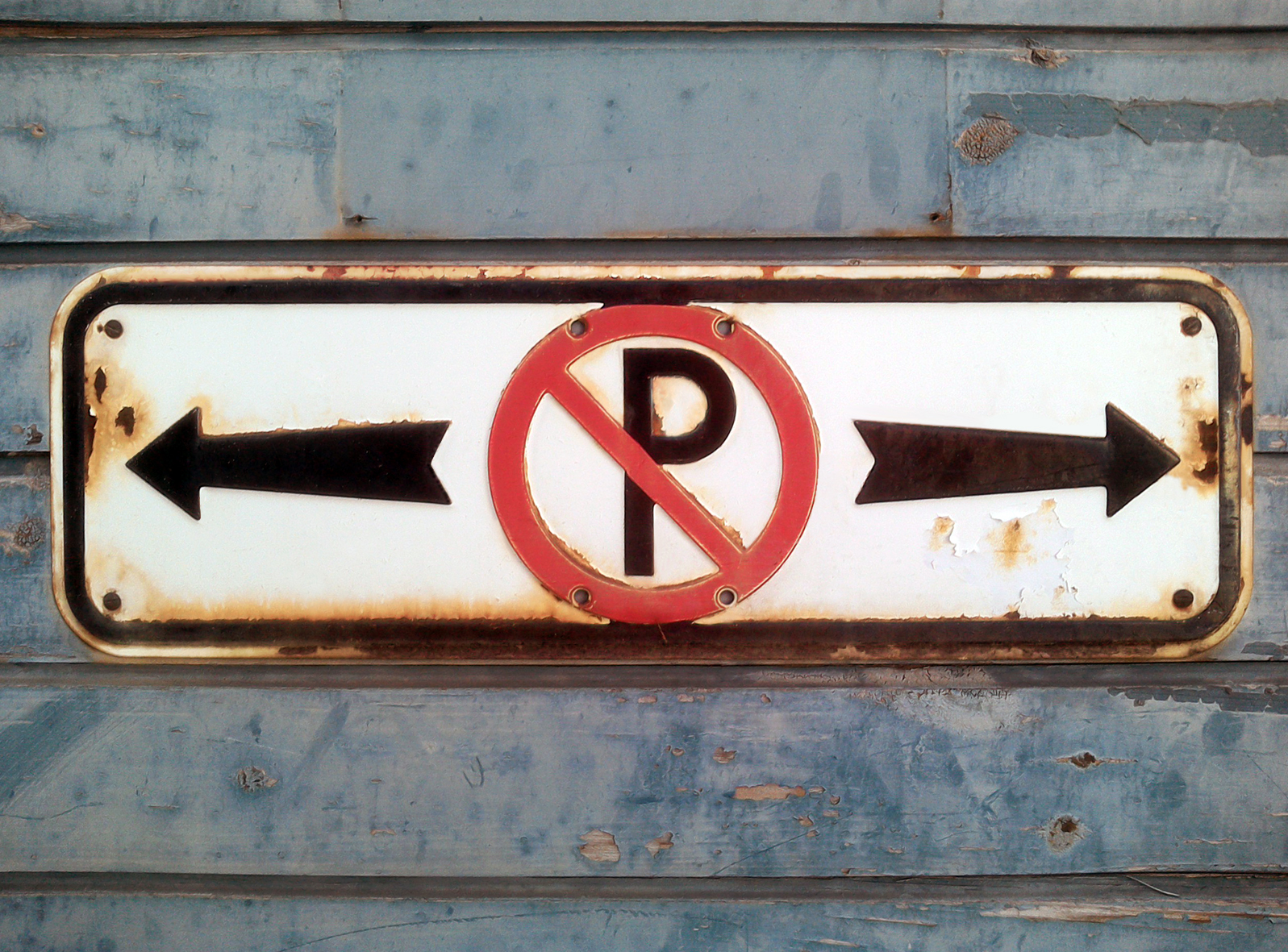
Eine auch 2017 ihren Zweck noch erfüllende Zusatztafel „Verlauf des Verbots“

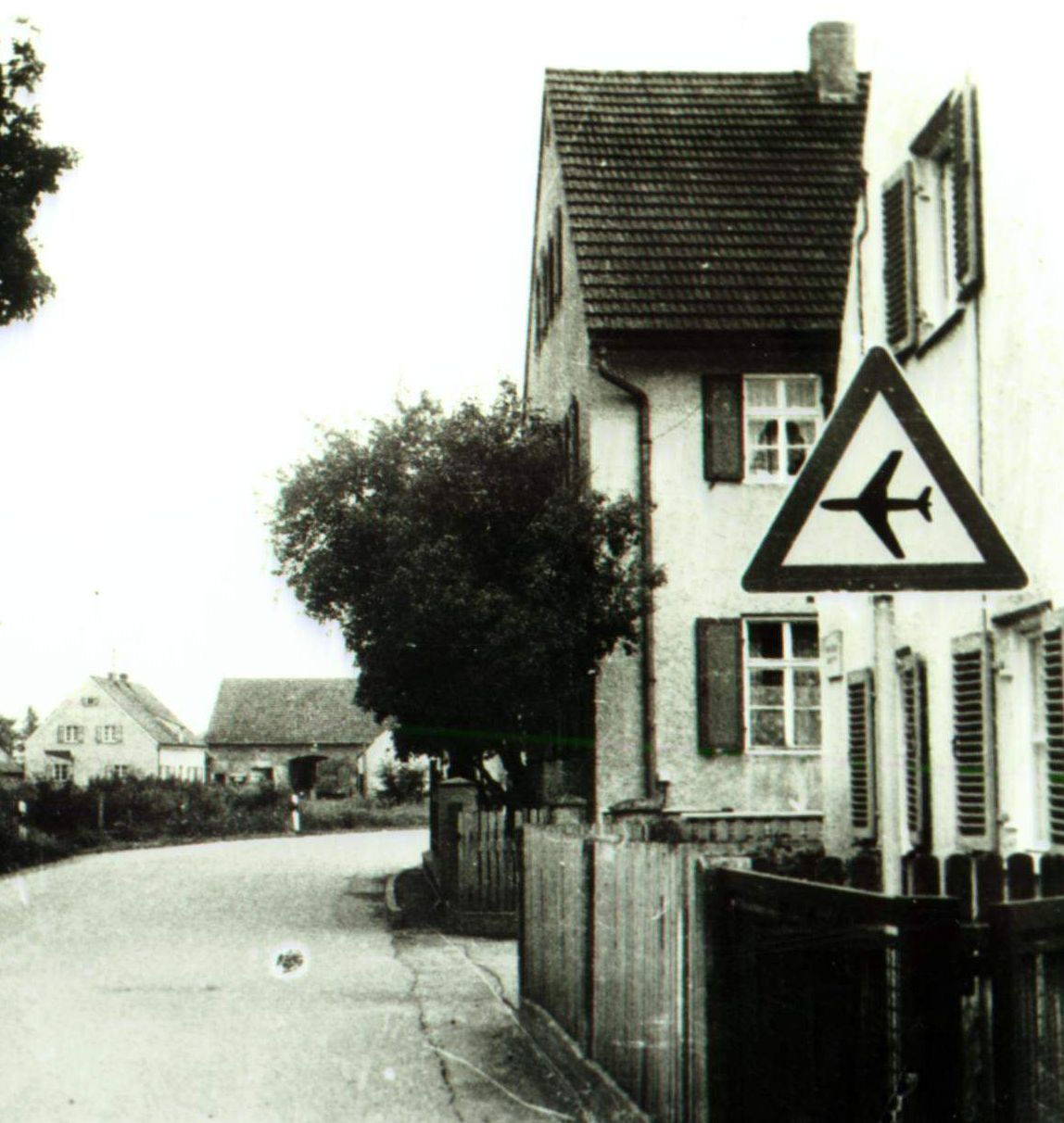
Das 1966 eingeführte Zeichen für Flugbetrieb in einer frühen Aufnahme

Die Bildtafel der Verkehrszeichen in der Bundesrepublik Deutschland von 1956 bis 1971 zeigt die Verkehrszeichen in der Bundesrepublik Deutschland, wie sie durch die Straßenverkehrs-Ordnung (StVO) in der Fassung vom 29. März 1956 beschlossen worden sind. Diese StVO trat am 1. Mai 1956 in Kraft. Neben den Verkehrszeichen der StVO wird hier unter anderem auf straßenverkehrstechnisch relevante Zeichenanordnungen im Verkehrsblatt und in der Eisenbahn-Bau- und Betriebsordnung (BO/EBO) eingegangen. Auf Grundlage der Zweite Allgemeine Verwaltungsvorschrift für die Auftragsverwaltung der Bundesfernstraßen vom 11. Februar 1956 werden hier auch die Autobahn-Verkehrszeichen behandelt.
Die StVO von 1956 war zwar nicht als Neufassung der seit 1937 gültigen Ordnung ausgelegt, doch wurden hier erstmals viele Zeichen überarbeitet und etliche neue eingeführt. Neu war auch der schmale weiße Rand, den nun alle Zeichen erhielten. Etliche Bilder wurden hinzugefügt, die als Antwort auf den stetig steigenden Verkehr angesehen werden können. Etliche neue gestalterische Konzepte der nachfolgenden Neufassung von 1970 wurden damals vorausgenommen.
Durch die hohe Zahl der neuen Schilder wurde schon früh der wuchernde „Schilderwald“ angeprangert und die Frage aufgeworfen, wie viele Zeichen einem Autofahrer gleichzeitig zuzumuten sind. Tests zeigten, dass sich die Aufnahmefähigkeit bei allen Probanden auf zwei Schilder beschränkte. Nur die Hälfte der Personen nahm noch ein drittes Zeichen bewusst wahr.

## Farben
Wie bereits 1953 bestätigt, wurde den Verkehrszeichen erneut das die amtlichen Farben enthaltende RAL-Farbtonregister 840 R zugrunde gelegt. Dieses Farbtonregister war 1940 eingeführt worden und ersetzte die seit Juni 1932 gültige Musterkarte. Im Jahr 1953 war die erste Nachkriegsausgabe dieses Registers erschienen.
Die in dem Farbtonregister 840 R für die Verkehrszeichen festgelegten Farbtöne waren:
- RAL 3000 (rot)
- RAL 1007 (gelb)
- RAL 5002 (blau)
- RAL 9005 (schwarz)
- RAL 9001 (weiß)

Den Farben der Beschriftung lag ebenfalls das Farbtonregister 840 R zugrunde:
- RAL 2002 (rot)
- RAL 6001 (grün)
- RAL 9005 (schwarz)
- RAL 9001 (weiß)

Die heutigen Namen der RAL-Farben bestanden zum damaligen Zeitpunkt noch nicht. Die Pfosten von Verkehrszeichen sollten weiß, die von Ortstafeln und Wegweisern gelb gestrichen sein. Neben Pfosten aus Metall kamen auch Stahlbetonpfosten zum Einsatz.

## Typographie

Beispiel mit der Fetten Mittelschrift DIN 1451

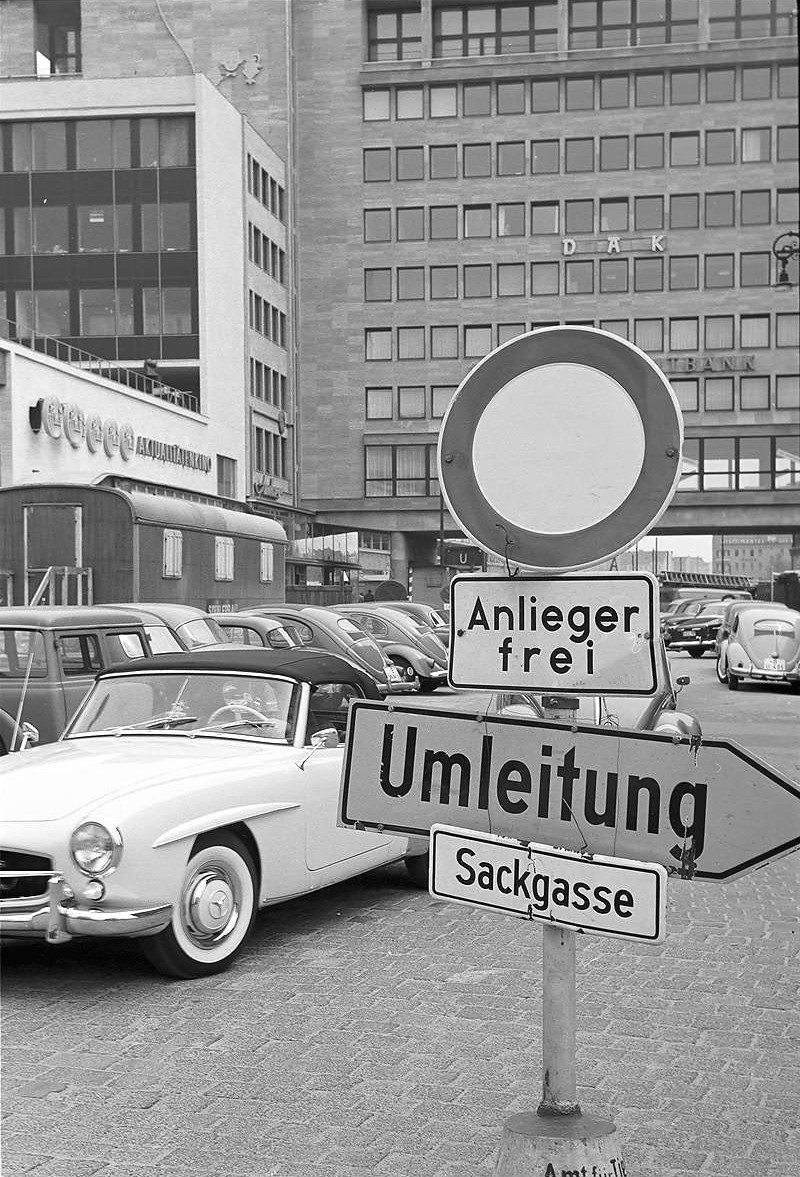
Straßenszene von 1960 mit Bild 11 und einem an der Umrandung nicht vorschriftsgemäßen, aber nicht selten so ausgeführten Bild 56. Die Ausführung der Zusatzschilder im Detail wurde damals relativ frei gehandhabt.

Die typographische Grundlage bildete das Normblatt DIN 1451 in seiner Ausgabe vom Februar 1951. Als Empfehlung wurde festgelegt, dass die dort enthaltenen Schriften eine Mindeststrichstärke von sieben Millimeter einhalten sollten. Große Buchstaben sollten dabei nicht unter 50 Millimeter und Kleinbuchstaben nicht unter 35 Millimeter hoch abgebildet werden. Ausnahmen von diesen Regelungen wurden auf eigenen Musterblättern dargelegt.
Selbst in der offiziellen Darstellung der DIN 1451 im Bundesgesetzblatt wurde meist nicht die offizielle Schrifttype verwendet. Fast immer besaß dort die Gemeinen „l“ und „t“ keinen Endstrich. Zudem wies der „t“-Kopf eine nach links gewandte Abschrägung auf. Auch in der Praxis wurden die festgeschriebenen typographischen Regeln oft nicht genau eingehalten. Viele Zeichen zeigen bei bestimmten Buchstaben deutliche Abweichungen und Individualisierungen der DIN-Vorgaben.

## Herstellung
In der Regel wurden die Zeichen aus Stahlblech oder Leichtmetallblech hergestellt. Kunststoff blieb ein wesentlich geringer genutzter Untergrund. Schilder aus Holz waren 1964 kaum noch in Gebrauch.

### Aufbringung der Zeichen
Während die Zahl der in ihrer Herstellung teuren Emailleschilder zu dieser Zeit deutlich abnahm, setzte sich das mit Schablonen arbeitende Siebdruckverfahren immer stärker durch. Im Jahr 1969 war der bei hohen Auflagen preiswerte Siebdruck schon seit rund 20 Jahren bei der Herstellung von Verkehrszeichen in Verwendung. Der Siebdruck ermöglichte einen konturenscharfen Druck, besaß hohe Lichtechtheit und bewies eine sehr gute Verankerung der Farben auf dem zu bedruckenden Untergrund. Metallschilder wurden mit ofentrockenen Siebdruckfarben hergestellt und maschinell oder halbmanuell bedruckt. Wichtig war ein gleichmäßiger Farbaufdruck, den entsprechend feine Siebdruckgewebe bei 77 bis 100 Fäden pro Zentimeter ermöglichten.
Bei Einführung der StVO 1956 wurde auch die Scotchlite-Reflexfolie bereits länger zur Ausstattung von Verkehrszeichen verwendet. Dies war neben der Schildermalerei, dem Emaille und Siebdruck das vierte Verfahren, das damals zur Anwendung kam. Die selbstklebenden Folien konnten in verschiedenen Farben erworben werden und waren 0,2 Millimeter stark. Sie besaßen eine glatte Oberfläche, unter der mikroskopisch kleine Glaskügelchen eingebettet waren, die bei auffallendem Licht einen selbstreflektierenden Effekt hervorriefen. Eine weitreichende Verbreitung der Folie wurde durch den aufwendigen Herstellungsprozess verhindert, denn die Folien mussten von Hand ausgeschnitten werden.
Insbesondere die Anforderung, rückstrahlende Schilder herzustellen, führte an Verkehrsknotenpunkten und in Ballungsgebieten dazu, dass dort viele Verkehrszeichen in transparenter Ausführung aufgestellt wurden, die nach Einbruch der Dämmerung mithilfe von Leuchtstofflampen von innen erhellt wurden.

### Rationalisierungs- und Normierungsmaßnahmen

Das 1960 eingeführte RAL-Gütezeichen für Verkehrszeichen wie es bis 1983 genutzt wurde

Die Güteschutzgemeinschaft Verkehrszeichen erarbeitete mehrere Jahre lang die „Gütebedingungen für Verkehrszeichen“, die im September 1959 in Kraft traten. Damit verbunden war die Verleihung eines auch staatlicherseits unterstützten RAL-Gütezeichens, das Herstellerwerke verliehen werden konnte. Diese Maßnahme verbesserte die Qualität und Vereinheitlichung der Verkehrszeichen deutlich.
Im Jahr 1964 waren über 95 Prozent aller Schilder an Metallrohrstangen, Holzpfosten oder an Rohrrahmen befestigt. Noch wenige Jahre zuvor wurde in aller Regel bei jeder Schilderbestellung angegeben, ob ein Verkehrszeichen mit Befestigungslöchern versehen werden musste, welche Größe die Löcher haben sollten und an welchen Stellen des Schildes die Lochbohrungen anzubringen waren. Bei Emailleschildern war beispielsweise eine nachträgliche Lochung erst gar nicht möglich. Daher wurden vom Industrieverband Verkehrszeichen im Jahr 1960 die „Standardpläne für die Lochung und Aufstellung der Verkehrszeichen“ verabschiedet. Bereits ein Jahr nach Erscheinen der IVZ-Norm wurden schon 60 Prozent aller Verkehrszeichen nach deren Kriterien bestellt.
Gleichfalls 1960 wurde das RAL-Gütezeichen für Verkehrszeichen vom damalige Bundesminister für Verkehr erlassen. Dieses Gütezeichen darf nur aufgebracht werden, wenn das Verkehrszeichen die technischen Merkmale der Gütebestimmungen in Gänze einhält. Zur gleichen Zeit erkannte der Minister die Güteschutzgemeinschaft Verkehrszeichen und Verkehrseinrichtungen als Prüfeinrichtung an und stimmte den von diesem Verein aufgestellten Gütebestimmungen zu.

## Der lange Weg zur Neufassung der Straßenverkehrs-Ordnung
Bereits seit Ende der 1950er Jahre wurden die ersten Schritte zu einer vollständigen Neufassung der Straßenverkehrs-Ordnung von 1937 unternommen. Im Februar 1965 lag den politischen Entscheidungsträgern der Referentenentwurf einer neuen Ordnung vor. Er sollte im Sommer desselben Jahres im Bundesgesetzblatt veröffentlicht und Anfang 1966 in der endgültigen Fassung gültig werden. Ein Blick auf die Ausgaben der Bundesgesetzblatt-Jahrgänge 1965/66 macht deutlich, dass diese Ankündigungen nicht eintrafen. Eine frühe Verzögerung, die den eigentlichen Zeitplan für eine Einführung im Jahr 1966 jedoch nicht kippen sollte, war der strafrechtlichen Diskussion zur Neufassung geschuldet, die das Bundesverkehrsministerium abwarten wollte. Letztendlich wurde die Neufassung jedoch erst 1970 veröffentlicht und trat am 1. März 1971 in Kraft. Etliche Verkehrszeichen der neuen Ordnung wurden jedoch bereits vor diesem Termin eingeführt, ohne dass dies in den Bundesgesetzblättern bekannt gegeben wurde.

## Besonderheiten
- In Artikel 2 der Allgemeinen Verwaltungsvorschrift zur Straßenverkehrs-Ordnung wurde 1964 bestätigt, dass neben dem § 3 StVO und der Anlage zur StVO die Erlasse des „Generalinspektors für das deutsche Straßenwesen“ vom 15. April 1938 über Verkehrszeichen und Verkehrseinrichtungen an den Autobahnen und vom 16. Juni 1938 über die einheitliche Beschriftung der Ortstafeln und Wegweiser nach Nahzielen und Fernzielen in Kraft blieben.[19] Erst mit der am 16. November 1970 beschlossenen und am 1. März 1971 in Kraft getretenen Neufassung der StVO wurde die Beschilderung der Autobahnen Teil der Straßenverkehrsordnung und die alten Erlasse aus der Zeit vor 1945 aufgehoben.

- Das durch die Verordnung vom 14. März 1956 neu geschaffene Bild 27b für die Anordnung des Kreisverkehrs ersetzte in diesem Zusammenhang das bisher auch dafür verwendete Bild 24a.[20] Mit der 1971 in Kraft getretenen Neufassung der StVO entfiel Bild 27b wieder im Verkehrszeichenkatalog. Nun wurde entsprechend der alten Anordnung von vor 1956 verfahren. Erst 2001 kam das Zeichen für Kreisverkehr erneut in die Straßenverkehrs-Ordnung.[21]

- Vorschriften zur Gestaltung von Wegweisern zu den Bundesautobahnen wurden bis 1971 sowohl im Rahmen der StVO als auch von den für die Bundesautobahnen zuständigen Gremien herausgegeben. Insbesondere die von diesen beiden Verwaltungen verordneten Wegweiser zu den Bundesautobahnen existierten mit unterschiedlichen Gestaltungsvorgaben parallel zueinander. Der Grund für diese Tatsache lag in den beiden verschiedenen Zuständigkeitsbereichen: den Straßenbereichen, die von der Straßenverkehrs-Ordnung abgedeckt wurden und denen, für die die Allgemeine Verwaltungsvorschrift für die Auftragsverwaltung der Bundesfernstraßen galt.

## Werbung an der Straße
Jegliche Werbung und Propaganda durch Bildwerk, Schrift, Licht oder Ton entlang der Straßen außerhalb geschlossener Ortschaften war verboten, insbesondere wenn sie geeignet waren, die Aufmerksamkeit des Kraftfahrzeugführers abzulenken oder den Verkehrsfluss zu beeinträchtigen.

## I. Warnzeichen
(Bilder 1 bis 10)

Bild 1 Allgemeine Gefahrstelle
Bild 2 Querrinne
Bild 2a Schleudergefahr
Bild 2b Gefährliches Gefälle
Bild 2c Engpaß
Bild 2d Bewegliche Brücke
Bild 2e Baustelle
Bild 2f Kinder
Bild 2g Wildwechsel
Bild 2h Tiere
Bild 3 Kurve
Bild 4 Kreuzung
Bild 4a Fußgängerüberweg
Bild 4b Skizze für die Markierung von Fußgängerüberwegen auf der Fahrbahn

### Kennzeichen für Bahnübergänge in Schienenhöhe
(Bilder 4c bis 10)
Im Geschäftsbericht der Deutschen Bundesbahn über das Jahr 1957 wird erwähnt, dass sämtliche Warnkreuze an unbeschrankten Bahnübergängen auf die neue, senkrechte Anordnung umgestellt wurden.

Bild 4c Warnkreuz für beschrankten ein- oder mehrgleisigen Bahnübergang. Dieses Zeichen war bis Ende 1963 gültig und wurde dann ersatzlos gestrichen.
Bild 4d Warnkreuz für unbeschrankten eingleisigen Bahnübergang
Bild 4e Warnkreuz für unbeschrankten eingleisigen Bahnübergang
Bild 4f Warnkreuz für unbeschrankten mehrgleisigen Bahnübergang. Dieses Zeichen war bis Ende 1963 gültig und wurde dann ersatzlos gestrichen.
Bild 4g Warnkreuz für unbeschrankten mehrgleisigen Bahnübergang. Dieses Zeichen war bis Ende 1963 gültig und wurde dann ersatzlos gestrichen.
Bild 5 Beschrankter Bahnübergang
Bild 6 Unbeschrankter Bahnübergang
Bild 7 Dreistreifige Bake (links) 240 m vor einem unbeschrankten Übergang
Bild 7 Dreistreifige Bake (rechts) 240 m vor einem unbeschrankten Übergang
Bild 8 Dreistreifige Bake (links) 240 m vor einem beschrankten Übergang
Bild 8 Dreistreifige Bake (rechts) 240 m vor einem beschrankten Übergang
Bild 9 Zweistreifige Bake (links) 160 m vor einem Bahnübergang
Bild 10 Einstreifige Bake (rechts) 80 m vor einem Bahnübergang

## II. Gebots- und Verbotszeichen
(Bilder 11 bis 31b)

Bild 11 Verkehrsverbot für Fahrzeuge aller Art
Bild 12 Verbot einer Fahrtrichtung oder Einfahrt
Bild 13 Verkehrsverbot für Kraftwagen
Bild 13a Verkehrsverbot für Lastkraftfahrzeuge über ein bestimmtes zulässiges Gesamtgewicht
Bild 14 Verkehrsverbot für Krafträder
Bild 14a Verkehrsverbot für Fahrräder
Bild 15 Verkehrsverbot an Sonn- und Feiertagen
Bild 15a Verkehrsverbot für Lastkraftfahrzeuge über ein bestimmtes zulässiges Gesamtgewicht an Sonn- und Feiertagen
Bild 16 Verkehrsverbot für Krafträder an Sonn- und Feiertagen
Bild 16a Verkehrsverbot für Fahrräder an Sonn- und Feiertagen
Bild 17 Radweg
Bild 17a Reitweg
Bild 17b Fußgängerweg
Bild 17c Kraftfahrstraße
Bild 18 Verkehrsverbot für Fahrzeuge über ein bestimmtes Gesamtgewicht
Bild 18a Verkehrsverbot für Fahrzeuge über eine bestimmte Achslast
Bild 19 Verkehrsverbot für Fahrzeuge über eine bestimmte Breite
Bild 20 Verkehrsverbot für Fahrzeuge über eine bestimmte Höhe
Bild 21 Verbot der Überschreitung bestimmter Fahrgeschwindigkeiten
Bild 21 Verbot der Überschreitung bestimmter Fahrgeschwindigkeiten
Bild 21 Verbot der Überschreitung bestimmter Fahrgeschwindigkeiten
Bild 21 Verbot der Überschreitung bestimmter Fahrgeschwindigkeiten
Bild 21 Verbot der Überschreitung bestimmter Fahrgeschwindigkeiten
Bild 21 Verbot der Überschreitung bestimmter Fahrgeschwindigkeiten
Bild 21a Ende der Geschwindigkeitsbegrenzung
Bild 21b Überholverbot für Kraftfahrzeuge untereinander
Bild 22 Haltverbot
Bild 22 Haltverbot mit Rechtspfeil
Bild 23 Parkverbot; das Zeichen blieb ab 1. Januar 1971 noch bis 1. Januar 1973 gültig und erhielt die Bedeutung „Eingeschränktes Haltverbot“.[24]
Bild 23 Parkverbot (Anfang)
Bild 23 Parkverbot (Mitte)
Bild 23 Parkverbot – zeittypische Variante (Mitte)
Bild 23 Parkverbot – zeitliche Beschränkung des Verbots
Bild 24 rechts vorbeifahren
Bild 24a links vorbeifahren
Bild 24b Vorgeschriebene Fahrtrichtung – rechts
Bild 24c Vorgeschriebene Fahrtrichtung – Rechts
Bild 25 Vorgeschriebene Fahrtrichtung – Geradeaus
Bild 26 Vorgeschriebene Fahrtrichtung – Links
Bild 26a Vorgeschriebene Fahrtrichtung – Links
Bild 26b Vorgeschriebene Fahrtrichtung – Rechts oder links
Bild 27 Vorgeschriebene Fahrtrichtung – Rechts oder geradeaus
Bild 27a Vorgeschriebene Fahrtrichtung – Links oder geradeaus
Bild 27b Kreisverkehr; vorgeschriebene Fahrtrichtung: Rechts; alle Fahrzeuge im Kreis haben die Vorfahrt
Bild 28 Einbahnstraße
Bild 29 Haltzeichen an Zollstellen
Bild 30 Vorfahrt achten!
Bild 30a Halt! Vorfahrt achten!
Bild 30b Skizze für eine weiße Haltlinie quer über die Fahrbahn
Bild 30c Fußgängerüberweg mit Vorrang (Skizze 1). In der Praxis bewährten sich die nur an wenigen Stellen aufgestellten Blinkleuchten nicht[25] und verschwanden mit Änderung der StVO, die am 1. Juni 1964 in Kraft trat.[26]
Bild 30c Fußgängerüberweg mit Vorrang (Skizze 2) (gültig bis 1. Juni 1964)
zu Bild 30c Blinklicht für Fußgängerüberweg (gültig bis 1. Juni 1964)
Bild 31 Droschkenplatz
Bild 31a Skizze für eine weiße nicht unterbrochene Linie auf der Fahrbahn. Die Linie hat eine Breite von 10 bis 15 Zentimeter, Es besteht die Möglichkeit, diese Linie auch durch eine Nagelreihe darzustellen. Dabei müssen mindestens drei Nägel auf der Länge von einem Meter angebracht werden.[27]
Bild 31b Skizze für eine weiße nicht unterbrochene Linie auf der Fahrbahn neben einer weißen unterbrochenen Linie

## III. Hinweiszeichen
(Bilder 32 bis 51)

Bild 32 Parkplatz
Bild 32 Parkplatz mit Entfernungsangabe
Bild 32 Parkplatz mit Pfeil
Bild 33 Vorsichtszeichen
Bild 33 mit einem historischen Textbeispiel
Bild 33 mit einem weiteren historischen Textbeispiel
Bild 34 Hilfsposten
Bild 34a Pannenhilfe
Bild 34b Fernsprechstelle
Bild 34c Tankstelle

### Zeichen für Laternen, die nicht die ganze Nacht über brennen
(Bilder 35 bis 36)

Bild 35 Ring für Laternenpfähle
Bild 36 Schild für Laternen an Überspannungen

### Weitere weiße Linien und Pfeile auf der Fahrbahn

Bild 36a Skizze für eine weiße unterbrochene Linie auf der Fahrbahn
Bild 36b Skizze für weiße Pfeile auf der Fahrbahn

### Ortstafel

Bild 37 reales Beispiel nach einem Foto von 1966

(Bilder 37 und 38)

Bild 37 Vorderseite der Tafel
Bild 38 Rückseite der Tafel

Anstelle des Verwaltungsbezirk konnte in den Grenzräumen seit Einführung der am 1. Januar 1938 gültig gewordenen StVO gegebenenfalls der Begriff „Zollgrenzbezirk“ angegeben werden. Hierzu gab es kein eigenes Bild in der Vorschrift.
- Bild 37 
reales Beispiel nach einem Foto von 1966

### Tafel für abseits der Straße gelegene Orte, für Hinweise auf Flüsse und Sehenswürdigkeiten
(Bilder 38a bis 38c)
Diese Tafeln besaßen mit Rand die Maße 1250 × 333 Millimeter.

Bild 38a Tafel für abseits der Straße gelegene Orte
Bild 38b Tafel für Hinweise auf Flüsse
Bild 38c Tafel für Hinweise auf Sehenswürdigkeiten

Die Bilder 39 und 40 wurden ersatzlos gestrichen.

### Wegweiser für Bundesstraßen

Bild 41
Bild 41 Originalbeispiel aus den Jahren 1968/69

### Wegweiser für sonstige befestigte Straßen

Bild 42

### Wegweiser für unbefestigte Straßen

Bild 43 Mindestlänge 750 Millimeter

### Bundesstraßen-Nummernschild

Bild 44 das Schild gewährte allen Nutzern einer Bundesstraße die Vorfahrt

### Wegweiser zur Bundesautobahn

Bild 45 unmittelbar an der Autobahnauffahrt. Das Zeichen wurde ab 1968 in der StVO durch eine neue Variante abgelöst.[30]
Bild 45 unmittelbar an der Autobahnauffahrt (historisches Beispiel von 1968/1969)

### Wegweiser für Lastkraftwagenverkehr

Bild 45a

### Vorwegweiser für Lastkraftwagenverkehr

Bild 51a
Bild 51b

### Vor-Wegweiser
(Bilder 46 bis 51)

Bild 46
Bild 47
Bild 48
Bild 49
Bild 50
Bild 51

### Zeichen für Vorfahrtstraßen

Bild 52

## IV. Zeichen zur Leitung des Verkehrs bei Straßensperrungen
(Bilder 53 bis 56)

Bild 53 Signalscheiben auf Drehgestellen zur Verkehrsregelung bei halbseitigen Sperrungen
Bild 55 Tafel für Umleitung des Verkehrs. Die Breite dieser Tafeln war auf 1200 Millimeter festgelegt. Die Höhe durfte 1600 oder, falls notwendig, 1800 Millimeter betragen.
Bild 56 Wegweiser für Umleitungen

## In der StVO erwähnte, aber nicht abgebildete Zeichen
Für motorisierte Verkehrsteilnehmer galt, dass maximal zwei Verkehrsgebote oder -verbote auf einem Schild vereint sein durften. Diese mussten durch einen roten oder weißen Strich voneinander getrennt sein. Bei unmotorisierten Verkehrsteilnehmern durften mehr als zwei Gebote oder Verbote auf dem Zeichen erscheinen.

Bild 13 und Bild 14 – Verkehrsverbot für Kraftwagen und Krafträder
Bild 15 und Bild 16 – Verkehrsverbot für Kraftwagen und Krafträder an Sonn- und Feiertagen

## Zusatztafeln
Wie die Beispiele zeigen, waren die Zusatztafeln in ihrer Ausführung und in ihren Formulierungen meist noch nicht gänzlich normiert. So war es durchaus möglich, dass Zeichen mit derselben Funktion in nicht baugleicher Herstellungsart hintereinandergeschaltet aufgestellt waren. Zudem fehlte den Zeichen damals noch eine eigene Nummerierung.

Anfang des Verbots 200 × 400 mm
Ende des Verbots 200 × 400 mm
Verlauf des Verbots 200 × 600 mm
Verlauf des Verbots 200 × 600 mm
Länge der Gefällstrecke[32]
Fußgänger andere Straßenseite benutzen. Typographische Abweichungen von dieser Version sind möglich.
Hier kein Fußgängerübergang
Fahrräder auf dem Gehweg schieben
Ampel in 200 Metern
Zusatztafel an Baustellen: Ampel folgt
Seitenstreifen nicht befahrbar
Bankett nicht befahrbar
„nach 20 Metern“
„nach 100 Metern“
„nach 200 Metern“
„nach 600 Metern“
„auf 2000 Metern“
Kuppe
Drei scharfe Kurven folgen.
Straßenschäden
Für Lastkraftwägen und Züge mit einem zulässigen Gesamtgewicht über 7,5 Tonnen
Zusatztafel: für Lastkraftwägen, Omnibusse, Wohnwägen
Allgemeine zeitliche Beschränkung und Beschränkung der Ladezeit
Zeitliche Beschränkung
Abstand 50 Meter
Achtung! Baustelleneinfahrt
Rollsplitt
Bei Nässe

## Zeichen, die nicht im Verkehrszeichenkatalog aufgeführt wurden
Die Zeichen Haltestelle für Straßenbahnen und Haltestelle für Kraftfahrlinien wurden ursprünglich im Reichsverkehrsblatt 1939 veröffentlicht, sind in der Straßenverkehrs-Ordnung jedoch nicht enthalten gewesen. Die Verordnung aus dem Reichsverkehrsblatt mit den dort enthaltenen Haltestellenzeichen wurde im Bundesgesetzblatt mit der Signalordnung für Straßenbahnen. Vom 14. Juni 1958. als weiterhin gültig bestätigt. Im Jahr 2006 wurde diese Verordnung von 1939 aufgehoben.

Haltestellenzeichen für Straßenbahnen nach Anlage 1 (Durchmesser 350 mm)
Haltestellenzeichen für Straßenbahnen nach Anlage 1 (Durchmesser 450 mm)
Haltestellenzeichen für Kraftfahrlinien nach Anlage 2 (Durchmesser 250 mm)
Haltestellenzeichen für Kraftfahrlinien nach Anlage 2 (Durchmesser 350 mm)
Beispiel eines Haltestellenzeichen für Kraftfahrlinien der Kraftpost
Haltestellenzeichen für Straßenbahnen nach Anlage 4 (Doppelhaltestelle)
Straßenbahn-Doppelhaltestelle (neuere Variante)

## Leiteinrichtungen
Die Bestimmungen der Vorläufigen Richtlinien für den Ausbau der Landstraßen (RAL 1937) vom Dezember 1942 galten in der Bundesrepublik teilweise weiter. Es hieß in Elsners Taschen-Jahrbuch für den Straßenbau 1954: „Für Form und Abmessungen der Leitsteine und Kilometersteine gelten die vorläufigen Richtlinien für den Ausbau der Landstraßen (RAL).“ Die Richtlinie RAL 1937 war im März 1957 durch die Hinweise für die Anordnung und Ausführung von senkrechten Leiteinrichtungen auf Bundesfernstraßen (HLB) ersetzt worden. Dort stand: „Als senkrechte Leiteinrichtungen dienen Leitsteine, Leitpflöcke und Leitpfosten sowie Borde. Leitplanken und Geländer, außerdem Absperrgeräte‚ Leittafeln und Leitmale.“ Außerdem waren auch die bereits seit der Vorkriegszeit eingesetzten Leuchtsäulen Teil der Leiteinrichtungen. Diese sollten bei jedem Wetter und zu jeder Jahreszeit die Grenzen des Verkehrsraums und den Verlauf der Straße anzeigten. Es war nun geplant, die bisherigen Leitsteine durch Leitpfosten zu ersetzen. Leuchtsäulen sicherten Verkehrsinseln und Gehwege.
Die weiterhin nach RAL 1937 gefertigten Leitsteine wurden im weiteren Verlauf der 1950er Jahre durch den mit der HLB von 1957 eingeführten Leitpfosten bis in die 1960er Jahre endgültig abgelöst. Laut HLB sollten künftig die neuen Leitpfosten bei Straßen mit mittlerem und starkem Verkehr an Stelle der Leitsteine und Leitpflöcke eingesetzt werden. Dennoch gibt das Straßenbau-Taschenbuch von 1964 noch genaue Auskunft zu den Werksteinen, an deren Ausführung sich immer noch nichts geändert hatte. Im Gesamtverkehrsplan Bayern von 1970 wird betont, dass die Leitpfosten verglichen mit den „früher verwendeten Leitsteinen“ insbesondere aufgrund ihrer Bauart mit Reflektoren verkehrssichere Einrichtungen sind. Das Straßenbau-Taschenbuch beschreibt auch den aus Holz gefertigten Leitpflock, der wie der Leitstein ebenfalls 0,70 Meter über die Geländeoberkante hinausragt. Er besitzt ebenso einen 0,20 Meter hohen weißen Kopf und darunter einen 0,12 Meter breiten schwarzen Ring. Zusätzlich konnte der Leitpflock nun wie der Leitpfosten mit Reflektoren ausgestattet sein.

Leitsteine
Herkömmlicher Leitpflock ohne Reflektoren
Leitpflöcke mit runden und rechteckigen Reflektoren
Leitpfosten

Die HLB definierte schwarz-gelbe und schwarz-weiße Leitschraffen auf Leittafeln und Leitmalen, die an besonderen Gefahrenpunkten zum Einsatz kamen. Bei vorübergehenden Hindernissen wie Baustellenabsperrungen war die Farbgebung in rot-weiß zu halten.

Richtungstafel in Kurven

## Zusätzliche Zeichenanordnung nach den Vorgaben des Bundesbahn-Zentralamts München

### Ankündigung der Übergänge

Geschwindigkeitsbeschränkung an Übergängen ohne Baken. Schildkombination nach den Vorgaben des Bundesbahn-Zentralamts München.
Geschwindigkeitsbeschränkung an Übergängen mit Baken. Schildkombination nach den Vorgaben des Bundesbahn-Zentralamts München. Diese Zeichenanordnung wurde bis 31. Juli 1960 aufgestellt. Dann änderte sich das Aussehen der Baken.[40]

### Kennzeichnung der Übergänge
Beschrankter Bahnübergang (aufgestellt bis 31. Dezember 1960)

Beschrankter Bahnübergang ohne Rückstrahlband und ohne Gitterbehang

Übergänge mit Warnlicht- und Blinklichtanlagen (aufgestellt bis 31. Dezember 1960)

Warnkreuz mit Warnlicht für unbeschrankte eingleisige Bahnübergänge
Warnkreuz mit Blinklicht für unbeschrankte eingleisige Bahnübergänge

## Nachträgliche Änderungen und Ergänzungen zur StVO und der BO/EBO bis zur Neuregelung 1970

### 1957

#### Februar
Die Zulassung der gelben Hinweiszeichen für Kriegsgräberstätten definierte ein Ministererlass vom 22. Januar 1957, der im Verkehrsblatt veröffentlicht wurde.

Bild 38c Hinweiszeichen für Kriegsgräberstätten, historisches Beispiel[42]

#### Mai
Die Zulassung der grünen Hinweiszeichen für Zeltplätze definierte ein Ministererlass, der am 25. Mai 1957 im Verkehrsblatt veröffentlicht wurde. Die Zeichen waren nicht Teil des Verkehrszeichenkataloges und mussten lokal beschafft und aufgestellt werden.

Hinweiszeichen für Zeltplätze

Im Geschäftsbericht der Deutschen Bundesbahn über das Jahr 1957 wird berichtet, dass die Warnlichtanlagen älterer Bauart durch moderne Blinklichtanlagen ersetzt worden sind und sämtliche Warnkreuze an unbeschrankten Bahnübergängen auf die neue, senkrechte Anordnung umgestellt wurden. Dass der Abbau alter Warnlichtanlagen noch lange nicht abgeschlossen war, beweist unter anderem der Jahresbericht der Bundesregierung von 1960. Dort wird erneut erwähnt, dass ältere Warnlichtanlagen durch neue Blinklichtanlagen ersetzt wurden. Letztendlich durften die alten Warnkreuze und Warnlichter noch bis Ende 1963 verwendet werden.

### 1958

Abbildung 9 Vorwegweiser an einer Schilderbrücke (historisches Beispiel von 1962)

Abbildung 10 Fernzielschild
Abbildung 13 Wegweiser an einer Ausfahrt
Abbildung 13 Wegweiser an einer Ausfahrt (historisches Beispiel von 1968)

Abbildung 14 Vorwegweiser
Abbildung 15 Wegweiser, Fernziel mit kurzem Namen
Abbildung 15 Wegweiser, Fernziel mit langem Namen
Abbildung 16 Vorwegweiser mit Kennzeichnung einer Europastraße

#### Juni

Bild 56 a Bedarfsumleitungen des Autobahnverkehrs; Muster nach Anlage 1
Bild 56 a Bedarfsumleitungen des Autobahnverkehrs; Muster nach Anlage 2
Bild 56 a Bedarfsumleitungen des Autobahnverkehrs; Muster nach Anlage 3
Bild 56 a Bedarfsumleitungen des Autobahnverkehrs; Muster nach Anlage 4
Bild 56 a Bedarfsumleitungen des Autobahnverkehrs; Muster nach Anlage 5
Bild 56 a Bedarfsumleitungen des Autobahnverkehrs; Muster nach Anlage 6
Bild 56 a Bedarfsumleitungen des Autobahnverkehrs; Muster nach Anlage 7

Durch Beschluss des Bundesverkehrsministeriums wurde am 13. Juni 1958 im Verkehrsblatt die Einführung von nichtamtlichen Wegweisern in weißer Farbe zu örtlichen Zielen veröffentlicht. Die Kosten für diese Zeichen hatte der Auftraggeber zu bezahlen.

Hinweis auf innerörtliche Ziele[47]
Historisches Beispiel: Hinweis auf eine Sehenswürdigkeit; nicht vorgabengerecht angefertigtes Schild

#### September
Auf dem Internationalen Kongress für Verkehrssicherheit, der vom 21. bis 23. September 1958 in Kopenhagen stattfand, wurde durch Fritz Heller, Ministerialrat vom Bundesverkehrsministerium, die Einführung der Europastraßennummerierung bekanntgegeben.

Europastraßen-Nummernschild

### 1959
Nach einer Verlautbarung des Bundesverkehrsministeriums vom 26. Februar 1959 wurden erstmals Zusatztafeln für eine „Abknickende Vorfahrt“ vorgestellt. Problematisch blieb zu diesem Zeitpunkt die Rechtsgrundlage für diese Regelung. Trotzdem verbreiteten sich die Schilder insbesondere in Verkehrszentren sehr schnell. Die Zusatztafeln wurden unter dem Vorfahrtszeichen Bild 52 angebracht.

Geknickte Vorfahrt nach links
Geknickte Vorfahrt nach rechts

Am 28. Februar 1959 wurde vom Bundesverkehrsministerium folgende Beschriftung von Zusatztafeln zum Verkehrszeichen nach Bild 11 empfohlen. Diese Aufschriften konnten ein- oder zweizeilig ausfallen.

Anliegerverkehr frei
Spielstraße – Anliegerverkehr frei

### 1960
Mit der Änderung der Straßenverkehrs-Ordnung vom 7. Juli 1960 traten am 1. August 1960 folgende neue beziehungsweise geänderte Zeichen in Kraft:

Bild 2i
Gegenverkehr[52][53]
Bild 7 Dreistreifige Bake
Bild 8 Dreistreifige Bake
Bild 9 Zweistreifige Bake (links)
Bild 10 Einstreifige Bake (rechts)
Bild 21c Verbot der Durchfahrt bei Gegenverkehr[53]
Bild 33a Gegenverkehr muss warten

Die Zulassung der weißen Hinweisschilder auf Gottesdienste definierte ein Ministererlass vom 19. Juli 1960, der im Verkehrsblatt verkündet und am 31. August 1960 veröffentlicht wurde. Ein weiterer Erlass vom 6. Juni 1961 machte deutlich, dass zusätzlich unter den Hinweisschildern ein Zusatzschild angebracht werden konnte, das den Namen der Kirche nannte oder die Anfahrt erläuterte. Die Kosten für die Aufstellung der Zeichen waren von den Gemeinden selbst zu tragen.

Zeichen am Ortseingang: Katholische Messe
Zeichen am Ortseingang: Evangelischer Gottesdienst

### 1961

#### Januar
Am 1. Januar 1961 trat eine neue Verordnung zur Änderung der Eisenbahn-Bau- und Betriebsordnung (BO) in Kraft. Unter anderem wurden damals Begriffe zu den bahnspezifischen Verkehrs- und Warnzeichen geändert. Aus „Warnlichtern“ wurden „Blinklichter“ und das „Warnkreuz“ wurde nun „Andreaskreuz“ genannt. Zudem wurden neue Maße für den Signalschirm festgelegt. Ein Blitzpfeil in der Mitte des Andreaskreuzes zeigte an, dass die Bahnstrecke eine elektrische Fahrleitung hatte. Bis 31. Dezember 1963 durften die bisherigen Warnkreuze und Warnlichter noch verwendet werden. Am 1. Januar 1964 trat die Verordnung zur Durchführung des Gesetzes über Kreuzungen von Eisenbahnen und Straßen vom 5. Juli 1939 und die Zweite Verordnung zur Durchführung des Gesetzes über Kreuzungen von Eisenbahnen und Straßen vom 30. August 1941 als Bundesrecht außer Kraft. Die Bilder 4c, 4f und 4g der Straßenverkehrs-Ordnung fielen mit der neuen Verordnung aus der Eisenbahn-Bau- und Betriebsordnung und damit aus der StVO heraus und wurden durch Bild 4 e – in der Eisenbahn-Bau- und Betriebsordnung Bild 1 – ersetzt.

Bild 1 Andreaskreuz
Bild 1 mit Blitzpfeil (für Bahnübergänge an elektrifizierten Bahnstrecken)
Bild 2 Andreaskreuz mit Blinklicht für unbeschrankte oder halbbeschrankte Bahnübergänge
Bild 3 Andreaskreuz mit Blinklicht, Wecker und Leuchtschriftzug an abgelegenen Wegen
Bild 4 Andreaskreuz mit Blinklicht und Halbschranke
Das Andreaskreuz gilt nur in Richtung des Pfeils

Mit der bereits am 29. Dezember 1960 verordneten neuen Änderung der Straßenverkehrs-Ordnung folgten am Tag nach deren Verkündung im Bundesgesetzblatt neue, überarbeitete Zusatztafeln zur „Abknickenden Vorfahrt“, die bei Bedarf unter den Bildern 30, 30a, 44, 52 angebracht werden konnten. Die „Abknickende Vorfahrt“ wurde dabei durch ihre Verankerung in der StVO auf eine neue Rechtsgrundlage gestellt. Die neuen Zeichen löste eine ältere Vorgabe ab, die vorfahrtsregelnde Schilder mit Zusatztafeln vorsah.

Bild 52a Abknickende Vorfahrt
Bild 52a Abknickende Vorfahrt
Bild 52a Abknickende Vorfahrt
Bild 52a Abknickende Vorfahrt
Bild 52a Abknickende Vorfahrt
Bild 52a Abknickende Vorfahrt
Bild 52a Abknickende Vorfahrt
Bild 52a Abknickende Vorfahrt
Bild 52a Abknickende Vorfahrt
Bild 52a Abknickende Vorfahrt

#### März

Bild 45 Wegweiser zur Bundesautobahn

Nicht in der StVO aufgeführt wurden gelbe runde Schilder, welche Angaben zur militärischen Tragfähigkeit befahrbarer Bauwerke machten. Die ersten Schilder waren bereits 1960 aufgestellt worden. Die Regelungen dazu wurden aber erst in den vom damaligen Bundesministerium für Verteidigung eingeführten „Richtlinien für die Kennzeichnung von Brücken, Fähren und Fahrzeugen für den militärischen Straßenverkehr gemäß STANAG 2010“ vom 27. März 1961 festgelegt. Schilder dieses Typs hatten für den zivilen Verkehr keinerlei Bedeutung. Die Vorschriften zur Aufstellung der Schilder waren deutschlandweit einheitlich geregelt, jedoch gab es auch zusätzliche Regelungen, die von den Bundesländern erlassen werden konnten. So war es in Bayern verboten, die Schilder aus Holz anzufertigen. Auch die optische Gestaltung der Sinnbilder konnte stark voneinander abweichen, wenn auch zumeist in etwa auf die empfohlenen Darstellungen (siehe unten) zurückgegriffen wurde. Ebenfalls abweichend war die Farbgebung der Schilder. Üblich war ein heller Gelbton oder eine gelborange Färbung.

Normalschild für Fahrbahnbreiten b < 5,50 m (einspuriger Verkehr)
Sonderschild für Fahrbahnbreiten b < 5,50 m (einspuriger Verkehr)
Normalschild für Fahrbahnbreiten b ≥ 5,50 m (zweispuriger Verkehr)
Sonderschild für Fahrbahnbreiten b ≥ 5,50 m (zweispuriger Verkehr), Räderfahrzeuge
Sonderschild für Fahrbahnbreiten b ≥ 5,50 m (zweispuriger Verkehr), Kettenfahrzeuge

#### April
Am 25. April 1961 wurde vom Bundesverkehrsministerium ein Schreiben zur „Beschilderung der Park- und Rastplätze an Bundesautobahnen“ erlassen, in dem zwei neue Zeichen eingeführt wurden.

Hinweisschild (Beilage 1) Rastplatz bitte sauber halten
Hinweisschild (Beilage 2) Parkplatz bitte sauber halten

### 1962
Auf Grundlage des Bildes 38c wurde am 25. September 1962 das Hinweiszeichen für KZ-Friedhöfe durch den Bundesverkehrsminister erlassen. Das Zeichen war auch für KZ-Gedenkstätten zu verwenden.

Bild 38c Hinweiszeichen für KZ-Friedhöfe

### 1964
Mit der StVO-Änderung vom 30. April 1964 wurde unter anderem ein leicht verändertes Bild 30c eingeführt, das den Fußgängern auf Überwegen Vorrang vor dem Automobilverkehr gab. Vom Bundesverkehrsminister wurden im Verkehrsblatt 1964, S. 251, Richtlinien für die Durchführung verkehrslenkender Aufgaben der Straßenverkehrsbehörden bekanntgegeben. Dazu wurden im Bundesgesetzblatt Wegweiser für Bedarfsumleitungen des Autobahnverkehrs im Bild veröffentlicht. Diese Verordnung trat am 1. Juni 1964 in Kraft.

Bild 30c Fußgängerüberweg (nun ohne Blinkleuchten)
Bild 30d Kennzeichnung, Erweiterung oder Einschränkung eines gesetzlichen Parkverbots
Bild 56a Wegweiser für Bedarfsumleitungen des Autobahnverkehrs (geradeaus)

### 1965
Im Verkehrsblatt wurden am 30. März 1965 zwei Verkehrszeichen zur Kennzeichnung der Fußgängerüberwege veröffentlicht, die vorausgreifend zur geplanten Neufassung der StVO benötigt wurden. Erstmals wurde nun statt der Bezeichnung „Bild“ die Nennung als „Zeichen“ eingeführt.

Zeichen 134 Fußgängerüberweg (neues Sinnbild);[47] bisher: Bild 4a
Zeichen 323 Fußgängerüberweg; neues Zeichen[47]

Spezielle Autobahnrastplatz-Hinweisschilder wurden ab 1965 aufgestellt. Sie sollten an die Vertreibungsgebiete der Deutschen erinnern. Am 22. September 1964 hatte der damalige Bundesverkehrsminister Hans-Christoph Seebohm hierzu ein entsprechendes Ersuchen an die obersten Straßenbaubehörden der
Länder eingereicht, um Rastplätze entsprechend zu benennen.

Autobahnrastplatz-Hinweisschild

An der Bundesautobahn 8, längs der 30 Kilometer langen Teilstrecke Weyarn–München, wurde in diesem Jahr im Abstand von je zwei Kilometern eine damals neuartige fernbedienbare Verkehrszeichen-Anlage der Firma Siemens aufgebaut. Von der Autobahnpolizeiwache Holzkirchen aus war so eine Fernbeeinflussung des Verkehrs möglich, so dass dieser während der auftretenden Verkehrsspitzen flüssig gehalten werden konnte. Ziel war es, die vorhandenen Fahrspuren besser zu nutzen. Die Fernsteuerbefehle wurden von der Leitstelle mittels des von Siemens entwickelten Tonfrequenz-Multiplexsystems TST20 zu den Anlagen geleitet.

### 1966
Nachdem sich die für 1966 geplante Einführung einer Neufassung der StVO bis auf weiteres verzögerte, wurden etliche ausgewählte neue Verkehrszeichen zugelassen. Der entsprechende Runderlass des Bundesverkehrsministers zu dieser Veröffentlichung stammte vom 29. Dezember 1965. Seine Veröffentlichung erfolgte am 31. Januar 1966. Einige Verkehrszeichen, wie die 1958 eingeführten weißen innerörtlichen Wegweiser und das Schülerlotsen-Schild, die bisher nicht zum Verkehrszeichenkatalog gehörten und lokal beschafft und aufgestellt werden mussten, wurden nun offizieller Teil der Straßenverkehrs-Ordnung. Das überarbeitete Bild 21 b „Überholverbot für Kraftfahrzeuge untereinander“ wurde mit seinen Bemaßungen allerdings erst am 20. Februar 1967 im Verkehrsblatt veröffentlicht, das überarbeitete Bild 34 „Hilfsposten“ folgte am 13. März 1967.

Bild 2a Schleudergefahr (neues Sinnbild)
Bild 2d Bewegliche Brücke (minimale Änderung am Sinnbild)
Bild 2j Seitenwind (neues Zeichen)
Ufer; neues Zeichen
Steinschlag; neues Zeichen
Einseitig (rechts) verengte Fahrbahn; neues Zeichen
Flugbetrieb, dieses Zeichen wurde für die StVO von 1970 nochmals leicht überarbeitet; neues Zeichen
Lichtzeichenanlage; neues Zeichen
Radfahrer kreuzen; neues Zeichen
Bild 6 Unbeschrankter Bahnübergang; neues Sinnbild
Bild 7 dreistreifige Bake (rechts) vor unbeschranktem Bahnübergang; neues Sinnbild[73]
Bild 17 Radweg; neues Sinnbild[73]
Bild 17c Kraftfahrstraße; neues Sinnbild
Bild 21b Überholverbot für Kraftfahrzeuge untereinander; neues Sinnbild
Bild 33a Gegenverkehr muss warten. Das Zeichen sollte das erst 1960 eingeführte Vorgängerzeichen ersetzen.[47]
Parken auf Gehwegen; neues Zeichen[47]
Beginn der Autobahn; neues Zeichen[74] Das Zeichen sollte mit Einführung der Neufassung Bild 17c mit der Zusatztafel „Autobahn“ an den Autobahneinfahrten ersetzen.[30]
Ende der Autobahn; neues Zeichen[47]
Wasserschutzgebiet; neues Zeichen[47]
Schülerlotsen; neues Zeichen[47]
Sackgasse; neues Zeichen[47]
Bild 34 Hilfsposten; leicht verändertes Sinnbild[47]
Polizei; neues Zeichen[47]
Historisches Beispiel: Polizei (Variante)
Zeltplatz; neues Zeichen[75]
Bild 38c Kriegsgräberstätte;
neue Farbe[75]
Historisches Beispiel: Hinweis auf einen Flughafen; nicht vorgabengerecht angefertigtes Schild
Wegweisertafel (Tabellenwegweiser); neues Zeichen[47]
Historisches Beispiel: Handgemalte Wegweisertafel in einer nicht vorgabengerechten Umsetzung
Vorwegweiser zur Autobahn; neues Zeichen[47]

Zusätzlich wurde 1966 das Zusatzschild „Frostschäden“ und „Umleitung“  durch das Verkehrsblatt eingeführt.

### 1967

#### April
Aus einem Wettbewerb, den der Verband deutscher Wandervereine 1965 ausgeschrieben hatte, ging ein neues Verkehrszeichen hervor, das ein „frisches Wanderpaar“ zeigte und auf Bild 32 beruhte. Das Hinweisschild „Wanderparkplatz“ wurde erstmals am 7. April 1967 im Verkehrsblatt des Bundesverkehrsministeriums veröffentlicht. Darauf ging auch der Erlass des Ministeriums für Ernährung, Landwirtschaft, Weinbau und Forsten (Nr. V 794. 4–342 vom 6. September 1967) ein. Bei der Vorstellung der StVO von 1970 wurde das Zeichen im Bundesgesetzblatt nicht gezeigt, kam aber durch eine Wiederveröffentlichung im Verkehrsblatt erneut in den Verkehrszeichenkatalog.

Wanderparkplatz

#### Mai
Am 28. Mai 1967 trat die neue Eisenbahn-Bau- und Betriebsordnung vom 8. Mai 1967 in Kraft. Diese wurde nun als „EBO“ abgekürzt. Alle Zeichen zur Sicherung der Bahnübergänge, wie sie die Verordnung zur Änderung der Eisenbahn-Bau- und Betriebsordnung vom 1. Januar 1961 festgelegt hatte, blieben in Kraft. Neu hinzu kam in Bild 4 ein Lichtzeichen mit der Farbfolge Gelb-Rot.

Bild 1 Andreaskreuz
Bild 1 mit Blitzpfeil (für Bahnübergänge an elektrifizierten Bahnstrecken)
Bild 2 Andreaskreuz mit Blinklicht für unbeschrankte oder halbbeschrankte Bahnübergänge. Auf Andreaskreuze konnte auch verzichtet werden.
Bild 2 Andreaskreuz mit Blinklicht, Wecker und Leuchtschriftzug an abgelegenen Wegen. Auf Andreaskreuze konnte auch verzichtet werden.
Bild 3 Andreaskreuz mit Blinklicht und Halbschranke. Auf Andreaskreuze konnte auch verzichtet werden.
Bild 4 Lichtzeichen
Das Andreaskreuz gilt nur in Richtung des Pfeils

### 1968

#### März
Am 29. März 1968 wurde im Verkehrsblatt die Verwendung des neuen Autobahnsinnbildes in Verkehrszeichen nach Bild 45 StVO erlassen. Danach konnte nun anstelle des Wortes „Autobahn“ das Sinnbild verwendet werden, wie es in dem 1966 eingeführten Bild für „Beginn der Autobahn“ eingeführt worden war. Eine Musterabbildung der neuen Zeichenkombination wurde nicht vorgestellt.
- Bild 45
Wegweiser zur Bundesautobahn[30]

#### Juni
Im Verkehrsblatt wurden die bereits 1964 eingeführten Wegweiser für Bedarfumleitungen nochmals konkretisiert und am 12. Juni 1968 in leicht veränderter Ausführung neu veröffentlicht.
- Bild 56 a
Bedarfsumleitungen des Autobahnverkehrs; Muster nach Anlage 1
- Bild 56 a
Bedarfsumleitungen des Autobahnverkehrs; Muster nach Anlage 2
- Bild 56 a
Bedarfsumleitungen des Autobahnverkehrs; Muster nach Anlage 3
- Bild 56 a
Bedarfsumleitungen des Autobahnverkehrs; Muster nach Anlage 4
- Bild 56 a
Bedarfsumleitungen des Autobahnverkehrs; Muster nach Anlage 5
- Bild 56 a
Bedarfsumleitungen des Autobahnverkehrs; Muster nach Anlage 6
- Bild 56 a
Bedarfsumleitungen des Autobahnverkehrs; Muster nach Anlage 7

#### November
Am 8. November 1968 wurde in die StVO eine Vorschrift eingeführt, die Autofahrer verpflichtet, im Wagen stets ein rückstrahlendes Warndreieck mitzuführen, das Bild 1 zeigte.

Bild 1 Allgemeine Gefahrstelle

### 1969

Allgemeiner Wegweiser zu Bundesautobahnen in Großstädten.[84]

### 1970

#### März
Mit der Verordnung zum Schutz gegen die Tollwut vom 13. März 1970 wurden zwei nicht in der StVO aufgeführte Sonderschilder verordnet, die von den Behörden im Bedarfsfall angeordnet werden konnten. Das Wildtollwut-Schild wurde nach der Feststellung von Tollwutfällen bei Wildtieren aufgestellt. Das Tollwutschild wurde bei entsprechenden Fällen bei Hunden und Katzen angebracht.

Zusatzschild: Tollwut! Gefährdeter Bezirk
Zusatzschild: Wildtollwut! Gefährdeter Bezirk

#### April
Am 15. April 1970 wurde die Verwendung weiterer Verkehrszeichen aus dem Entwurf der noch nicht fertiggestellten, neuen Straßenverkehrs-Ordnung zugelassen.

Autobahnhotel
Autobahngasthaus
Autobahnkiosk

## Lokal angeordnete Zeichenkombinationen
Lokal angeordnete Zeichenkombinationen, die in dieser Form nicht in der Straßenverkehrs-Ordnung enthalten waren.

Verkehrsverbot für Lastkraftfahrzeuge und Omnibusse
Parkplatz nur für PKW

## Autobahnbeschilderung

Bild 47 Außerstädtischer Vorwegweiser u. a. mit Hinweis auf die nächste Autobahn (historisches Beispiel von 1968)
Innerstädtischer Vorwegweiser u. a. mit Hinweis auf die nächste Autobahn (historisches Beispiel von 1968)

Die Beschilderung für Autobahnen war nicht in der Novelle enthalten und wurde aus dem „Erlass über Verkehrszeichen und Einrichtungen an Reichsautobahnen vom 15.4.1938“ als Bundesrecht übernommen. Dies bestätigte § 3 der „Ersten Allgemeinen Verwaltungsvorschrift für die Auftragsverwaltung der Bundesfernstraßen (1. AVVFStr.) vom 3.7.1951“ geändert durch die „Zweite Allgemeine Verwaltungsvorschrift für die Auftragsverwaltung der Bundesfernstraßen (2. AVVFstr.) vom 11. Februar 1956“. Auch die Farbgebung der Vorkriegszeit blieb erhalten. Der Farbton RAL 5002 entsprach RAL 32 h, das in den 1930er Jahren Verwendung fand. In der Regel wurden die großen Autobahnschilder zunächst noch aus Holz und Sperrholz gefertigt. Sie besaßen eine weiße Umrandung, die entweder aufgemalt oder als weiß gestrichene Holzrahmung ausgeführt sein konnte. Zu den Neuerungen der späten 1950er Jahre gehörten jedoch auch die sich immer schneller verbreitenden Autobahnschilder aus Aluminium-Strangpressprofilen. Sie wurden zunächst noch nach US-amerikanischem Vorbild gefertigt. Trotz schneller Verbreitung dieser wesentlich haltbareren Schilder gehörte die hölzerne Autobahnausschilderung auch am Ende der 1960er Jahre auf älteren Strecken noch zum Straßenbild.
Neben dem Bild 2g „Wildwechsel“ standen damals an den Autobahnen zusätzlich aufgestellte Warntafeln in blauer und grüner Farbe, wobei die Zeichnung des Wildes und die Beschriftung mit der Entfernungsangabe in weiß ausgeführt war. Oft war dabei die Beschriftung in rückstrahlendem Material ausgeführt.

### Tafeln am rechten Fahrbahnrand
Auch nach Vorstellung einer neuen Schildergeneration 1958, in der beispielsweise die Entfernungen der Baken geändert wurde, blieben auch noch Anfang der 1970er Jahre die älteren Schilder in Gebrauch. Die blauen Tafeln und Baken übernahmen bis auf einige neu eingeführte Zeichen die Vorgaben der Vorkriegszeit. Das Verkehrs-Lexikon von 1966 erwähnte noch: „Abfahrten von der Bundesautobahn werden durch blaue Baken mit weißen Streifen und Angabe der Entfernung bis zur Abfahrt (600, 400, 200 Meter) kenntlich gemacht.“

Beginn der Autobahn (Bild 17c mit Zusatzzeichen Autobahn). Diese Zeichenkombination wurde bis 1966 an Autobahnauffahrten verordnet. (historisches Beispiel von 1968)
Verkehrszeichen-Kombination: Autobahnende nach 600 Metern. Dieselbe Anordnung folgte noch 400 und 200 Meter vor dem Autobahnende. (historisches Beispiel von 1968)
Autobahnausfahrt-Vorwegweiser aus der Zeit vor 1958, der noch 1973 in Gebrauch war
Eine 1956 neu aufgestellte Autobahnausfahrt-Ankündigungstafel
Bake: 600 Meter zur Ausfahrt (historisches Beispiel von 1968)
Bake: 400 Meter zur Ausfahrt (historisches Beispiel von 1968)
Bake: 200 Meter zur Ausfahrt (historisches Beispiel von 1968)
Bake: In 600 Metern folgt die Ausfahrt zur nächsten Tankstelle. (historisches Beispiel von 1968)
Pfeilschild – Ausfahrt von Bundesautobahnen
Pfeilschild – Einfahrt von Bundesautobahnen
Ankündigungstafel unmittelbar am Autobahnende. Dieses Schild stand am rechten Fahrbahnrand. (historisches Beispiel von 1968)
Hölzerne Ankündigungstafel einer Autobahnraststätte in 1000 Metern. Diese Schilder – auch in typographisch und bildlich abweichender Form – standen am rechten Fahrbahnrand. (historisches Beispiel von 1968)

### Nachträgliche Änderungen und Ergänzungen zu den Erlassen und Verwaltungsvorschriften

#### 1958
Auf dem Internationalen Kongress für Verkehrssicherheit, der vom 21. bis 23. September 1958 in Kopenhagen stattfand, wurden auf Basis der „Zweiten Allgemeinen Verwaltungsvorschrift für die Auftragsverwaltung der Bundesfernstraßen vom 11. Februar 1956“ erstmals in der Bundesrepublik Deutschland neue Verkehrszeichen und neue Gestaltungsvorgaben für Autobahnen durch Fritz Heller, Ministerialrat vom Bundesverkehrsministerium, bekanntgegeben. Gleichzeitig wurden die Fahrbahnmarkierungen an das europäische Übereinkommen über Straßenmarkierungen vom 13. Dezember 1957 und an die Empfehlungen von Sachverständigengruppen angepasst und die Einführung der Europastraßennummerierung bekanntgegeben.
Besondere Maßvorgaben für den Schriftsatz auf den Schildern wurden nicht vorgeschrieben. Die Schilderhersteller sollten sich aber bei den Maßverhältnissen an den Goldenen Schnitt halten. Die Schrift musste der DIN-Norm 1451 entsprechen, wobei die Schriftarten Eng, Mittel und Breit zum Einsatz kommen konnten. Die Mittel- und Breitschrift war aus Schönheitsgründen zu bevorzugen.
Insgesamt zeigte sich bei den Autobahntafeln auch nach 1958 die erstrebte vorgeschriebene Ausführung und Typographie – wie bereits in der Vergangenheit – nicht immer, wobei sich gegen Ende der 1960er Jahre eine Vereinheitlichung abzeichnete.
Schilder am rechten Fahrbahnrand

Abbildung 6 Ankündigungsbake
Abbildung 6 Ankündigungsbake
Abbildung 6 Ankündigungsbake
Abbildung 7 Ankündigungsschild vor einem Knotenpunkt
Abbildung 8 Vorwegweiser mit Gabelung zu Hauptfern-, Zwischenfern oder Nahzielen
Abbildung 11 Ankündigungsschild vor einer Ausfahrt.
Abbildung 11 Ankündigungsschild vor einer Ausfahrt. (historisches Beispiel von 1968)
Abbildung 12 Vorwegweiser an einer Ausfahrt

Vorwegweiser an einer Schilderbrücke
- Abbildung 9
Vorwegweiser an einer Schilderbrücke
(historisches Beispiel von 1962)

Schilder im Mittelstreifen
- Abbildung 10
Fernzielschild
- Abbildung 13
Wegweiser an einer Ausfahrt
- Abbildung 13
Wegweiser an einer Ausfahrt
(historisches Beispiel von 1968)

Schilder an der Zufahrt zur Autobahn
- Abbildung 14
Vorwegweiser
- Abbildung 15
Wegweiser,
Fernziel mit kurzem Namen
- Abbildung 15
Wegweiser,
Fernziel mit langem Namen
- Abbildung 16
Vorwegweiser mit Kennzeichnung einer Europastraße

### Weitere Autobahnschilder
Schilder am rechten Fahrbahnrand

Pfeilschild – Ausfahrt von der Autobahn
Vorwegweiser – 600 Meter vor einer Ausfahrt. (historisches Beispiel von 1968)

Schilder im Mittelstreifen

Wegweiser zu einer Raststätte und Tankstelle. (historisches Beispiel von 1964)